# Neverland - Un sogno per la vita
Neverland - Un sogno per la vita (Finding Neverland) è un film fantasy biografico del 2004 diretto da Marc Forster e scritto da David Magee, basato sulla commedia teatrale del 1998 The Man Who Was Peter Pan di Allan Knee. Il film parla del drammaturgo J. M. Barrie e del suo rapporto con una famiglia che lo ispirò a creare Peter Pan. Il film guadagnò sette nomination alla 77ª edizione dei Premi Oscar, tra cui Miglior Film, Miglior Sceneggiatura non Originale e Miglior Attore per Johnny Depp, vincendo quello per la Migliore Colonna Sonora Originale. Nel 2012, il film è stato d'ispirazione per un omonimo musical. Neverland - Un sogno per la vita, è stato presentato fuori concorso alla 61ª Mostra internazionale d'arte cinematografica di Venezia.

## Trama
Nel 1903, a seguito del triste ricevimento della sua ultima commedia "Little Mary", Sir James Matthew Barrie, un drammaturgo di 43 anni, incontra a Kensington Gardens la vedova Sylvia Llewelyn Davies, il cui marito è morto di cancro, e i suoi quattro bambini: George, Jack, Peter e Michael. Con il passare del tempo, tra loro si sviluppa una forte e stretta amicizia. Il drammaturgo dimostra di essere un grande compagno di giochi e una figura paterna surrogata per i ragazzi. Le loro buffonate fantasiose danno all'uomo delle idee che incorpora in una commedia teatrale sui giovani che non vogliono crescere, specialmente uno, che prende il nome dal travagliato Peter Llewelyn Davies.
Sebbene Barrie veda la famiglia Llewelyn Davies come meravigliosa e stimolante, le altre persone mettono in discussione il suo rapporto con loro, sia per il fatto che Barrie è un uomo sposato, sia in merito alle attività ricreative che svolge realmente coi bambini. Mary Ansell Barrie, sua moglie, e la madre della vedova Sylvia, Emma du Maurier, sono contrarie alla quantità di tempo che Barrie trascorre con la famiglia Llewelyn Davies. Emma cerca anche di controllare sua figlia e i suoi nipoti, specialmente perché Sylvia diventa sempre più debole, a causa di una malattia non ben specificata.
Nel frattempo, Barrie vive delle avventure con Sylvia e i suoi figli. Anche lui è rimasto bambino nel cuore e reputa speciale passare del tempo con tutta la famiglia. Barrie trasforma le sue avventure in uno spettacolo teatrale chiamato Peter Pan, che parla di tre ragazzi londinesi che vengono condotti su un'isola da un ragazzo che non vuole crescere.
Il produttore Charles Frohman accetta scetticamente di mettere in scena Peter Pan, nonostante la sua convinzione che non abbia alcuna attrattiva per i frequentatori del teatro della classe superiore. Barrie unisce al pubblico della serata di apertura i bambini di un orfanotrofio vicino, e gli adulti presenti reagiscono alla loro contagiosa delizia, apprezzando lo spettacolo in scena.
La commedia teatrale si rivela un enorme successo. Barrie è pronto a metterla in scena, ma quando Peter arriva da solo a teatro, va a casa di Sylvia per controllarla e si perde lo spettacolo. Peter invece vi partecipa e si rende conto che lo spettacolo è basato su di lui, i suoi fratelli e Barrie. Quando l'artista torna, trova con suo grande stupore Mary, la quale afferma che non poteva mancare  visto che non si è mai persa una première del marito, ma si rende conto che Barrie ha bisogno di quella famiglia grazie alla quale ha potuto creare la sua più grande opera; conscia, infine, che il cuore di Barrie non le appartiene più, essendo egli innamorato di Sylvia e legato ai bambini come se fossero suoi, Mary lo bacia sulla guancia e a malincuore gli dice addio.
Sylvia è troppo malata per partecipare alla première, quindi Barrie organizza per lei uno spettacolo in scala ridotta, così che possa essere svolto a casa della donna. L'uomo mette insieme attori, oggetti di scena e musicisti. Alla fine dello spettacolo, Peter Pan indica le porte posteriori e sottintende che Sylvia dovrebbe andare all'Isola che non c'è. La donna prende per mano i suoi bambini e lentamente va all'Isola che non c'è. Il soggiorno e il giardino sul retro si trasformano nell'Isola e Sylvia continua a camminarvi da sola.
Nella scena successiva, tutti sono al funerale di Sylvia. Barrie scopre che le ultime volontà della donna indicano lui ed Emma, madre di Sylvia, per prendersi cura dei ragazzi, un accordo che va bene ad entrambi. Il film termina con James che conforta Peter, nella stessa panchina del parco dove i due si sono incontrati per la prima volta, e riesce con delle commoventi parole a fargli immaginare la mamma vicino a lui.

## Cast
- Johnny Depp nel ruolo di J. M. Barrie
- Kate Winslet nel ruolo di Sylvia Llewelyn Davies
- Dustin Hoffman nel ruolo di Charles Frohman
- Julie Christie nel ruolo della Sig.ra Emma du Maurier
- Radha Mitchell nel ruolo di Mary Ansell Barrie,la moglie del protagonista
- Freddie Highmore nel ruolo di Peter Llewelyn Davies
- Nick Roud nel ruolo di George Llewelyn Davies
- Joe Prospero nel ruolo di Jack Llewelyn Davies
- Luke Spill nel ruolo di Michael Llewelyn Davies
- Ian Hart nel ruolo di Arthur Conan Doyle
- Oliver Fox nel ruolo di Gilbert Cannan
- Mackenzie Crook nel ruolo del Sig. Jaspers
- Kelly Macdonald nel ruolo di Peter Pan
- Angus Barnett nel ruolo di Nana/Sig. Reilly
- Toby Jones nel ruolo di Spugna
- Kate Maberly nel ruolo di Wendy Darling
- Matt Green nel ruolo di John Darling
- Catrin Rhys nel ruolo di Michael Darling
- Tim Potter nel ruolo di Capitan Uncino/George Darling
- Jane Booker nel ruolo di Mary Darling
- Eileen Essell nel ruolo della Sig.ra Snow
- Jimmy Gardner nel ruolo del Sig. Snow
- Paul Whitehouse nel ruolo del Direttore di Palco
- Murray McArthur nel ruolo del Macchinista di Scena

Oltre a Johnny Depp nel ruolo di Barrie e Kate Winslet nel ruolo di Sylvia Llewelyn Davies, il film ha tra i suoi attori Dustin Hoffman nel ruolo del produttore Charles Frohman, Julie Christie nel ruolo della madre di Sylvia, Emma Du Maurier e Radha Mitchell [che aveva recitato nel film di Forster Everything Put Together (Tutto sommato)] nel ruolo di Mary Ansell, ex moglie di Barrie. Hoffman era apparso quattordici anni prima, nel 1991, nel ruolo dell'antagonista in un immaginario film sequel alla storia di Peter Pan, intitolato: Hook - Capitan Uncino. La sceneggiatura originale per questo film includeva una scena in cui il suo personaggio – lo scettico produttore della commedia – doveva indossare il costume di Capitan Uncino e leggere alcune delle sue battute per sottolineare quanto sciocco lo trovasse. Hoffman si oppose a ciò, quindi la scena venne riscritta per lui, questa volta il suo personaggio semplicemente leggeva i nomi dei personaggi dello spettacolo ad alta voce, per poi ridicolizzarli.
I bambini Llewelyn Davies sono interpretati da Freddie Highmore (Peter), Nick Roud (George), Joe Prospero (Jack) e Luke Spill (Michael). La performance di Highmore in questo film ha fatto si che Johnny Depp lo suggerisse a Tim Burton per il film del 2005 La fabbrica di cioccolato, in cui Highmore interpretò Charlie Bucket e Depp interpretò Willy Wonka. Ian Hart appare nel ruolo dell'amico di Barrie, Arthur Conan Doyle. Oliver Fox interpreta l'amante di Mary, Gilbert Cannan.
All'interno del film ci sono scene di una produzione della rappresentazione teatrale, con Kelly Macdonald nei panni di "Peter Pan", Angus Barnett nei panni di "Nana", Toby Jones nei panni di "Spugna", Kate Maberly nei panni di "Wendy Darling", Matt Green nei panni di "John Darling", Catrin Rhys nel ruolo di "Michael Darling", Tim Potter nel ruolo di "Capitan Uncino"/"George Darling" e Jane Booker nel ruolo di "Mary Darling". Mackenzie Crook interpreta il Sign.r Jaspers, l'usciere del teatro. Paul Whitehouse interpreta il direttore di scena. Eileen Essell, all'epoca ottanduenne, fa una delle sue prime apparizioni in un lungometraggio, nei panni della Sign.ra Snow, un'anziana amica e fan di Barrie. Come Highmore, anch'ella ha avuto insieme a Depp un ruolo nel film del 2005, La Fabbrica di Cioccolato. Jimmy Gardner interpreta suo marito.

## Produzione
Neverland - Un sogno per la vita originariamente sarebbe dovuto uscire nell'autunno del 2003. La Universal Pictures, che possedeva i diritti cinematografici dell'opera originale di Barrie e la stava adattando per l'uscita cinematografica lo stesso anno, si rifiutò di consentire alla Miramax di utilizzare le scene dell'opera teatrale di Neverland - Un sogno per la vita se fossero state rilasciata nello stesso anno. Miramax accettò di ritardare l'uscita in cambio dei diritti di riprodurre scene della produzione teatrale all'interno del film. Neverland - Un sogno per la vita aprì nel 2004, 100 anni dopo la première dell'opera teatrale di Barrie.
Il Teatro Richmond a Richmond upon Thames, rinominato il Duke of York's Theatre – il luogo in cui Peter Pan venne rappresentato per la prima volta. Le scene esterne vennero girate ad Hyde Park, al Brompton Cemetery e ai Kensington Gardens. Secondo il commento sull'uscita del DVD, la struttura utilizzata come cottage estivo di Barrie si trovava vicino al Kent. Gli interni furono girati ai Pinewood Studios nel Buckinghamshire e negli Shepperton Studios nel Surrey.
Le riprese avvennero in vari luoghi nel Regno Unito. La produzione ha girato una breve sequenza fantasy a Laredo Wild West Town nel Kent. La città è protagonista di molteplici sessioni di gioco fantasy ambientate nel selvaggio West, quando Barrie (Johnny Depp) gioca con i ragazzi Llewellyn Davies.

## Distribuzione
Il film è stato premiato al Festival di Venezia. È stato mostrato al Telluride Film Festival, al Haifa Film Festival, all'Athens Panorama Film Festival, al Mill Valley Film Festival, al Chicago International Film Festival e al Leeds International Film Festival, prima di esordire nel Regno Unito il 29 ottobre 2004.
La distribuzione è stata limitata negli Stati Uniti il 12 novembre 2004 ed esordì più ampiamente il 24 novembre 2004.

## Accoglienza

### Incassi
Il film ebbe un budget di 25 milioni di dollari. Ha incassato 51.676.606 dollari negli Stati Uniti e 67 milioni di dollari nei mercati esteri, per un totale di 118.676.606 dollari.

### Critica
Nella sua rubrica nel The Times, Wendy Ide definì il film "affascinante ma piuttosto eccentrico" e aggiunse, "una miscela di dramma domestico, tragedia e fantasia esuberante, il film mescola una nostalgia struggente con la crudele delusione di un matrimonio interrotto, una giocosità e imprevedibilità infantile con un ritratto di una società rigida e spietata. Potrebbe piacere a tutti, dai preadolescenti ai pensionati, o non piacere affatto. Sostanzialmente questo anticonformismo potrebbe essere uno dei principali punti di forza del film. E se il tono vira un po' a caso tra fantasia, freddezza e dura realtà, è il modo più efficace per portarci nella mente del volubile protagonista”.
Manohla Dargis del New York Times ha detto che "è il tipo di film in cui anche la più piccola crepa è stata sigillata. Invece di fissazioni reali, abitudini strane, momenti di vita quotidiana gorgogliano, film come questo ci danno un disegno di produzione sontuosa, meticolosi costumi e storie vogliono farci innocenti e pensierosi, se non mai di fatto disturbati... Il problema non sono le libertà che i registi si prendono con la realtà, ma che questa non è un coinvolgente espurgazione... Johnny Depp né si leva in volo, né precipita, ma passeggia con vaga intenzione e compostezza da attore... Lui e la signora Winslet sono piacevoli da guardare, come lo sono gli attori che interpretano i ragazzi Davies, ma non sono stati spinti al loro limite".
Nel San Francisco Chronicle, Mick LaSalle osserva che il film "finisce in modo così bello, così intensamente e così in modo adeguato che c'è una grande tentazione di dimenticare che gran parte di ciò che precede il finale è banalità noiosa, che la performance di Johnny Depp... è artificiosa e poco profonda e che quasi tutta la magia del film deriva direttamente dalle scene copiate dall'opera di Barrie… La forza non irrilevante della Winslet è particolarmente apprezzata... Un'altra attrice avrebbe seguito Depp nelle sabbie mobili della falsa poetica auto-indulgenza, ma Winslet è diretta, ancorata a terra e affettuosa in modo umanamente riconoscibile. Anche Dustin Hoffman, produttore di Barrie, sta lontano dai ritmi di Depp, anche se ha difficoltà a decidere se il produttore sia britannico o americano".
Peter Travers di Rolling Stone ha valutato il film con tre stelle e mezza su un massimo di quattro e lo ha chiamato "glorioso intrattenimento... magico, non sdolcinato". A proposito di Depp ha detto, "È troppo presto per speculare su come egli crescerà come attore. Basandosi su Neverland, non è troppo presto per chiamarlo un grande".
Nel St. Petersburg Times, Steve Persall classifica il film con una B e ha commentato: "Una prima visione di  Neverland introduce alle lacrime ed è completamente soddisfacente. Vedendolo di nuovo è stato un errore, meno mio che di Forster, di non aver fatto un film che potesse sostenere la sua magia al di là delle prime impressioni. I problemi con la sceneggiatura di David Magee, che inizialmente potevano essere trascurati e che di tanto in tanto rallentano i melodrammatici colpi di scena, diventano lampanti. Sembra crescere ma diventa deludente. D'altra parte molte delle qualità del film sono troppo forti da vacillare, a partire da un affascinante performance uomo-bambino di Johnny Depp nel ruolo di Barrie".
Carina Chocano del Los Angeles Times ha descritto il film come "dolcemente seducente, dolce in modo genuino e spesso toccante senza essere stucchevole" e ha aggiunto "Depp e Winslet condividono una rara combinazione di leggerezza e materialità, di tagliente e ironica intelligenza".

## Riconoscimenti
- 2005 - Premio Oscar
  - Miglior colonna sonora a Jan Andrzej Paweł Kaczmarek
  - Nomination Miglior film a Richard N. Gladstein e Nellie Bellflower
  - Nomination Miglior attore protagonista a Johnny Depp
  - Nomination Migliore sceneggiatura non originale a David Magee
  - Nomination Migliore scenografia a Gemma Jackson e Trisha Edwards
  - Nomination Migliori costumi a Alexandra Byrne
  - Nomination Miglior montaggio a Matt Chesse
- 2005 - Golden Globe
  - Nomination Miglior film drammatico
  - Nomination Migliore regia a Marc Forster
  - Nomination Miglior attore in un film drammatico a Johnny Depp
  - Nomination Migliore sceneggiatura a David Magee
  - Nomination Miglior colonna sonora a Jan Andrzej Paweł Kaczmarek
- 2005 - Premio BAFTA
  - Nomination Miglior film a Richard N. Gladstein e Nellie Bellflower
  - Nomination Migliore regia a Marc Forster
  - Nomination Miglior attore protagonista a Johnny Depp
  - Nomination Miglior attrice protagonista a Kate Winslet
  - Nomination Miglior attrice non protagonista a Julie Christie
  - Nomination Migliore sceneggiatura non originale a David Magee
  - Nomination Miglior colonna sonora a Jan Andrzej Paweł Kaczmarek
  - Nomination Migliore fotografia a Roberto Schaefer
  - Nomination Migliore scenografia a Gemma Jackson e Trisha Edwards
  - Nomination Migliori costumi a Alexandra Byrne
  - Nomination Miglior trucco a Christine Blundell
- 2005 - Screen Actors Guild Award
  - Nomination Miglior cast
  - Nomination Miglior attore protagonista a Johnny Depp
  - Nomination Miglior attore non protagonista a Freddie Highmore
- 2005 - Saturn Award
  - Nomination Miglior attore protagonista a Johnny Depp
  - Nomination Miglior attore emergente a Freddie Highmore
- 2004 - Critics' Choice Movie Award
  - Miglior film per la famiglia
  - Miglior giovane attore a Freddie Highmore
  - Nomination Miglior film
  - Nomination Migliore regia a Marc Forster
  - Nomination Miglior attore protagonista a Johnny Depp
  - Nomination Miglior attrice non protagonista a Kate Winslet
  - Nomination Miglior sceneggiatore a David Magee
- 2005 - Empire Award
  - Miglior debutto a Freddie Highmore
  - Nomination Miglior attore a Johnny Depp
- 2004 - Las Vegas Film Critics Society Awards
  - Miglior film per la famiglia
  - Migliore attrice protagonista a Kate Winslet
  - Gioventù nei film a Freddie Highmore
  - Nomination Miglior film
- 2005 - MTV Movie Award
  - Nomination Miglior performance rivelazione maschile a Freddie Highmore
- 2004 - National Board of Review Award
  - Miglior film
  - Migliori dieci film
  - Premio speciale per la composizione musicale a Jan Andrzej Paweł Kaczmarek
- 2004 - Satellite Award
  - Nomination Miglior attore in un film drammatico a Johnny Depp
  - Nomination Miglior colonna sonora a Jan Andrzej Paweł Kaczmarek
- 2005 - Young Artist Awards
  - Miglior film drammatico per la famiglia
  - Miglior attore giovane 10 anni o meno a Luke Spill
  - Young Artist Award alla miglior performance in un film - Giovane Cast|Miglior cast giovane a Freddie Highmore, Joe Prospero, Nick Roud e Luke Spill
  - Nomination Miglior attore giovane a Freddie Highmore
- 2005 - People's Choice Award
  - Nomination Miglior film drammatico
  - Nomination Miglior alcimia a Johnny Depp e Kate Winslet
- 2004 - Phoenix Film Critics Society Awards
  - Miglior attore giovane protagonista o non a Freddie Highmore
- 2006 - Premio Robert
  - Nomination Miglior film statunitense a Marc Forster
- 2004 - Southeastern Film Critics Association Awards
  - Nomination Miglior film
  - Nomination Miglior sceneggiatura non originale a David Magee
- 2005 - Teen Choice Awards
  - Nomination Miglior film drammatico
  - Nomination Miglior attore in un film drammatico a Johnny Depp
  - Nomination Miglior attrice in un film drammatico a Kate Winslet
- 2004 - Festival di Venezia
  - Laterna Magica Prize a Marc Forster
- 2005 - Eddie Award
  - Nomination Miglior montaggio in un film drammatico a Matt Chesse
- 2005 - Dallas-Fort Worth Film Critics Association Awards
  - Nomination Miglior film
  - Nomination Miglior regia a Marc Forster
  - Nomination Miglior attore a Johnny Depp
- 2005 - DGA Award
  - Nomination Miglior regia a Marc Forster
- 2005 - London Critics Circle Film Awards
  - Nomination Film britannico dell'anno
  - Nomination Attore dell'anno a Johnny Depp
  - Nomination Esordiente britannico dell'anno a Freddie Highmore
  - Nomination Sceneggiatore dell'anno a David Magee
- 2005 - PGA Award
  - Nomination Miglior produttore a Richard N. Gladstein e Nellie Bellflower
- 2005 - Santa Barbara International Film Festival
  - Interpretazione dell'anno a Kate Winslet
- 2004 - African-American Film Critics Association
  - Migliori dieci film
- 2005 - American Screenwriters Association
  - Nomination Miglior sceneggiatura a David Magee
- 2005 - Art Directors Guild
  - Nomination Miglior scenografia per un film periodico o fantasy a Gemma Jackson, Peter Russell, Rosie Hardwick e Phil Harvey
- 2004 - Awards Circuit Community Awards
  - Miglior colonna sonora originale a Jan Andrzej Paweł Kaczmarek
  - Nomination Miglior film a Nellie Bellflower e Richard N. Gladstein
  - Nomination Miglior attrice non protagonista a Kate Winslet
  - Nomination Miglior sceneggiatura non originale a David Magee
- 2005 - Cinema Audio Society
  - Nomination Miglior montaggio sonoro a David Crozier, Lora Hirschberg e Brandon Proctor
- 2005 - Gold Derby Awards
  - Nomination Miglior performance rivelazione a Freddie Highmore
  - Nomination Miglior scenografia a Gemma Jackson e Trisha Edwards
  - Nomination Migliori costumi a Alexandra Byrne
  - Nomination Miglior colonna sonora originale a Jan Andrzej Paweł Kaczmarek
- 2004 - Golden Schmoes Awards
  - Nomination Attore dell'anno a Johnny Depp
- 2004 - Heartland International Film Festival
  - Miglior montaggio sonoro a Jan Andrzej Paweł Kaczmarek
- 2005 - Humanitas Prize
  - Nomination Miglior film a David Magee
- 2005 - International Film Music Critics Award
  - Nomination Miglior colonna sonora originale per un film drammatico a Jan Andrzej Paweł Kaczmarek
- 2005 - International Online Cinema Awards
  - Nomination Migliore sceneggiatura non originale a David Magee
  - Nomination Migliori costumi a Alexandra Byrne
  - Nomination Miglior colonna sonora originale a Jan Andrzej Paweł Kaczmarek
  - Nomination Miglior scenografia a Gemma Jackson e Trisha Edwards
- 2005 - Italian Online Movie Awards
  - Nomination Miglior sceneggiatura non originale a David Magee
  - Nomination Miglior colonna sonora originale a Jan Andrzej Paweł Kaczmarek
  - Nomination Miglior scenografia
  - Nomination Migliori costumi
- 2005 - Jupiter Award
  - Nomination Miglior attore internazionale a Johnny Depp
- 2005 - Online Film & Television Association
  - Miglior performance giovanile a Freddie Highmore
  - Nomination Miglior performance maschile a Freddie Highmore
  - Nomination Miglior colonna sonora originale a Jan Andrzej Paweł Kaczmarek

## Musical
Il 6 febbraio 2011 La Jolla Playhouse ha annunciato di voler produrre un nuovo musical basato sul film con l'opera di Allan Knee, arrangiato da Scott Frankel (musica) e Michael Korie (testi), e diretto e coreografato da Rob Ashford. La rappresentazione programmata non si è tenuta. Un'esecuzione sperimentale si è tenuta a New York il 31 marzo 2011, con Julian Ovenden, Kelli O'Hara, Tony Roberts, Mary Beth Peil, Michael Cumpsty, e Meredith Patterson, per la regia diretta da Ashford. La prima mondiale della versione riadattata si tenne al Curve Theatre di Leicester il 22 settembre 2012. Diretta da Rob Ashford, è protagonista Julian Ovenden come J.M. Barrie e l'attrice Rosalie Craig come Sylvia Llewelyn Davies.
Il 4 settembre 2013 è stato annunciato che il produttore Harvey Weinstein ha ingaggiato Barry Weissler come produttore esecutivo. Essi contavano di fare esordire una nuova versione rivisitata del musical presso all'American Repertory Theater a Cambridge, nel Massachusetts, nel 2014. Il musical ha un nuovo team creativo, con Diane Paulus come regista, un nuovo copione di James Graham e 22 canzoni di Gary Barlow, con un paio di canzoni dei compositori originali. Un'esecuzione privata si è tenuta nel settembre 2013, con Brian d'Arcy James nel ruolo di Barrie e Jason Alexander ruolo di produttore teatrale.